# Tout est permis, rien n'est possible
Albums de Bernard Lavilliers
Etat d'urgence
(1983) Voleur de feu
(1986)
Tout est permis, rien n'est possible est un album studio de Bernard Lavilliers sorti en 1984.
Le titre vient d'une citation du sociologue Michel Clouscard. La pochette a été conçue par Jacques Tardi.
Bernard Lavilliers est entouré de Roberto Briot (basse), Frédéric Sicart (batterie), Dominique Mahut (percussions), Walter Araujo (accordéon), Jean-Paul 'Hector' Drand (guitare électrique et claviers), Dominique Droin (synthétiseur), Patrice Mondon (violon), Jérôme Naulais (trombone), ainsi que de Maria Chalandes, Carol Fredericks et Guy Khalifa (chœurs).

## Titres
1. Le Bal (Bernard Lavilliers / Walter Araujo)
2. La fleur du mal (Bernard Lavilliers / Bernard Lavilliers - Jean-Paul Hector Drand)
3. Des milliers de baisers perdus (Bernard Lavilliers)
4. Tout est permis, rien n'est possible (Bernard Lavilliers)
5. Chinatown Paris 13e (Bernard Lavilliers / Jean-Paul Hector Drand)
6. On se cherche tous une Mama (Bernard Lavilliers / Bernard Lavilliers - Roberto Briot)
7. Carmencita (Bernard Lavilliers / Jean-Paul Hector Drand)
8. Lyon-sur-Saône (Bernard Lavilliers / Frédéric Sicart)
9. Entrée des artistes (Bernard Lavilliers / Jean-Paul Hector Drand)